# Tartarín Moreira
Libardo Parra Toro, conocido como Tartarín Moreira (Valparaíso, Antioquia, 1898-Medellín, 1954), fue un músico y poeta colombiano. También acostumbraba utilizar el seudónimo de Dr. Barrabás. En su calidad de periodista colaboró en los periódicos El Correo Liberal, El Diario y El Heraldo de Antioquia.

## Biografía
Libardo Parra nació en Valparaíso, Antioquia, en 1898. Adoptó el seudónimo de Tartarín, tomadolo de una novela que influyó en su formación intelectual, Tartarín de Tarascón, de Alphonse Daudet.
Como letrista y compositor musical, estuvo vinculado a un círculo musical del que hicieron parte, entre otros, Pelón Santamarta.
Falleció en Medellín en noviembre de 1954, a causa de una tuberculosis.

## Obra
A muchos de sus propios temas también les compuso la música, incluidos varios bambucos. Algunas obras como Son de campanas y En la calle, que estaban destinadas a ser interpretadas por Carlos Gardel, terminaron siendo cantadas por Agustín Magaldi después de la muerte trágica de Gardel en Medellín.
Con el renombrado compositor ecuatoriano Francisco Paredes Herrera compuso el pasillo “Rosario de Besos”.
Se vinculó al círculo literario conocido como Los Panidas, del que hicieron parte León de Greiff, Ricardo Rendón, y Fernando González entre otros.

### Algunas obras
- Por la ventana abierta
- Separación
- Laude
- Poesía
- Crónicas
- Qué puedo hacer yo, Dios mío
- Embriaguez de llanto
- Amor y dolor
- Dolor sin nombre
- Es mejor que no vuelvas
- Triste ofrenda
- Mi porteñita
- Ojos tentadores.